# 矢野英司
矢野 英司（やの えいじ、1976年6月15日 - ）は、神奈川県横浜市港南区出身の元プロ野球選手（投手）。

## 来歴・人物
横浜高校時代は3度甲子園に出場。同期の選手に多村仁志、紀田彰一、斉藤宜之、山本哲也、若杉聖一などがいる。
1995年に法政大学入学。法政では入学早々リリーフエースとして活躍。同年春の第44回大学選手権では全試合に登板し、先発の真木将樹や伊達昌司（1学年上）らの投手陣を支え、決勝で東北福祉大学を9-5で下し大学選手権で7度目の優勝に貢献した。高校でも1年先輩の2年平馬淳もレギュラーとして出場していた。1997年、大学3年秋の第28回明治神宮大会準決勝の創価大学戦で、毎回先発全員から当時大会新記録となる18奪三振を奪い3-0で下し大学公式戦での初完封を記録。1998年、4年秋にも第29回明治神宮大会に出場したが、準決勝で東北福祉大学に2-6で敗退した。東京六大学リーグ通算22勝、防御率1位1回、ベストナイン1回を記録。また、4年春の東京六大学リーグ戦では、このリーグ所属の選手としては初めて神宮球場のスピードガンで150km/hを計測した（スコアボードに表示されたもの）。1998年度ドラフト会議にて横浜ベイスターズから2巡目指名（逆指名）を受け、入団。同期の福本誠が同時に横浜へ、左腕・福山龍太郎もダイエー入りしている。1年下に安藤優也がいた。
1年目の開幕前は上原浩治らと共に新人王の有力候補に名前が挙げられていた。開幕後は先発・中継ぎで30試合に登板したが、防御率6.16と振るわず、また怪我により離脱もあり、即戦力としての期待を裏切ることとなった。2年目は谷間の先発で好投していたが、右肘靭帯の断裂で5月に登録抹消、9月に手術を受ける。以後は故障に泣かされ続け、2001年から2003年の3年間は一軍登板なしに終わった。
2004年、門倉健・宇高伸次との交換トレードで福盛和男と共に大阪近鉄バファローズへ移籍。4年ぶりに一軍登板及び勝利を記録したが、結果は残せなかった。
2005年に分配ドラフトを経て東北楽天ゴールデンイーグルスへ移籍。楽天では5年ぶりの先発登板もしたが、結果を出せず。2006年は一軍登板なしに終わり、球団から戦力外通告を受けた。
2007年、アメリカ独立リーグであるノーザンリーグのシャンバーグ・フライヤーズに入団するも、8試合で1勝2敗の防御率11.92（11.1イニング）と結果が出ず、シーズン途中で解雇された。その後カナディアン・アメリカン・リーグのナシュア・プライドへ移籍。14試合で2勝2敗の防御率5.72（50.1イニング）と奮わず2008年8月にナシュアを退団。現在は現役を引退している。

## 詳細情報

### 年度別投手成績
| 年 度     | 球 団     | 登 板 | 先 発 | 完 投 | 完 封 | 無 四 球 | 勝 利 | 敗 戦 | セ 丨 ブ | ホ 丨 ル ド | 勝 率 | 打 者 | 投 球 回 | 被 安 打 | 被 本 塁 打 | 与 四 球 | 敬 遠 | 与 死 球 | 奪 三 振 | 暴 投 | ボ 丨 ク | 失 点 | 自 責 点 | 防 御 率 | W H I P |
| --------- | --------- | ----- | ----- | ----- | ----- | -------- | ----- | ----- | -------- | ----------- | ----- | ----- | -------- | -------- | ----------- | -------- | ----- | -------- | -------- | ----- | -------- | ----- | -------- | -------- | ------- |
| 1999      | 横浜      | 30    | 8     | 0     | 0     | 0        | 2     | 5     | 1        | --          | .286  | 288   | 64.1     | 74       | 10          | 26       | 0     | 0        | 53       | 1     | 0        | 46    | 44       | 6.16     | 1.55    |
| 2000      | 横浜      | 7     | 3     | 0     | 0     | 0        | 1     | 0     | 0        | --          | 1.000 | 74    | 18.2     | 15       | 0           | 6        | 0     | 0        | 9        | 0     | 0        | 2     | 2        | 0.96     | 1.13    |
| 2004      | 近鉄      | 16    | 0     | 0     | 0     | 0        | 1     | 0     | 0        | --          | 1.000 | 69    | 13.1     | 22       | 2           | 9        | 0     | 0        | 11       | 1     | 0        | 21    | 18       | 12.15    | 2.33    |
| 2005      | 楽天      | 5     | 2     | 0     | 0     | 0        | 0     | 2     | 0        | 0           | .000  | 44    | 9.0      | 14       | 2           | 4        | 0     | 1        | 4        | 2     | 0        | 10    | 9        | 9.00     | 2.00    |
| 通算：4年 | 通算：4年 | 58    | 13    | 0     | 0     | 0        | 4     | 7     | 1        | 0           | .364  | 475   | 105.1    | 125      | 14          | 45       | 0     | 1        | 77       | 4     | 0        | 79    | 73       | 6.24     | 1.61    |

### 記録
- 初登板：1999年4月3日、対ヤクルトスワローズ2回戦（横浜スタジアム）、12回表に5番手で救援登板・完了、1回1失点で敗戦投手
- 初奪三振：同上、12回表に高橋智から
- 初勝利：1999年4月27日、対広島東洋カープ2回戦（横浜スタジアム）、8回表2死に4番手で救援登板、1/3回2失点
- 初先発：1999年5月16日、対読売ジャイアンツ7回戦（東京ドーム）、5回3失点で敗戦投手
- 初セーブ：1999年8月5日、対広島東洋カープ17回戦（広島市民球場）、9回裏に3番手で救援登板・完了、1回無失点
- 初先発勝利：2000年5月7日、対中日ドラゴンズ8回戦（ナゴヤドーム）、6回1失点

### 背番号
- 17 （1999年 - 2002年）
- 40 （2003年）
- 29 （2004年 - 2006年）